# António José de Ávila
António José de Ávila GCNSC • ComNSC (Horta, Ilha do Faial, Açores, 8 de março de 1807 – Lisboa, 3 de maio de 1881), 1.º conde de Ávila, 1.º marquês de Ávila e 1.º duque de Ávila e Bolama, foi um político conservador do tempo da Monarquia Constitucional em Portugal. Entre outras funções, foi ministro das Finanças e, por três vezes, Presidente do Conselho de Ministros (1868, 1870–1871 e 1877–1878).

## Biografia
António José de Ávila nasceu a 8 de março de 1807, numa modestíssima habitação da Rua de Santo Elias, da freguesia da Matriz da então vila da Horta, Ilha do Faial, Açores, filho de Manuel José de Ávila, de ascendência nobre filho segundo de fidalgos de Lisboa, que perdera tudo e tentara fortuna no arquipélago, e de Prudenciana Joaquina Cândida da Costa, oriunda de famílias da Matriz da Horta.
Dos dez filhos do casal, apenas quatro sobreviveram até atingir a idade adulta, o que diz das condições de vida da família. Entre os filhos que atingiram a idade adulta, António José, o futuro duque, era o rapaz mais velho, apenas precedido por sua irmã Joaquina Emerenciana (nascida em 1804). Os outros sobreviventes foram Maria do Carmo (nascida em 1815) e Manuel José, o último filho do casal (nascido em 1817).
Durante a infância de António José as condições económicas da família melhoraram substancialmente, tendo o pai enveredado pelo comércio e conseguido amealhar alguns recursos. Tanto assim é que, quando António José termina com excepcional brilho os poucos estudos então disponíveis no Faial, já o pai dispunha de meios suficientes para lhe permitir estudos fora da ilha, o que então era privilégio de poucos.
Assim, com apenas 15 anos, Ávila matriculou-se na Universidade de Coimbra, onde estudou filosofia natural e os preparatórios de Matemática. Frequentou também naquela Universidade o primeiro ano de Medicina. Dos tempos de estudante não se lhe conhece qualquer militância política.
Com o início da Guerra Civil de 1832-34, regressou aos seus Açores, onde se achava o governo liberal no exílio, tornando-se um político local de grande sucesso.
Após o fim da guerra (1834), foi eleito pela primeira vez para as Cortes, pelo círculo dos Açores; durante 26 anos consecutivos, foi deputado da Nação ao Parlamento.
Em termos ideológicos, Ávila aproximou-se da facção mais conservadora dentro do liberalismo português, o cartismo, tornado-se oposição ao governo progressista que tomou o poder em Setembro de 1836, na sequência da Revolução de Setembro.
Com o fim dos ciclo de governos setembristas (com a subida ao poder, pela primeira vez, do cartista Joaquim António de Aguiar, em 1841), Ávila tornou-se ministro das Finanças, cargo que manteve durante os governos de Costa Cabral e do Duque da Terceira. Só com a subida ao poder de Saldanha, abandonou o governo. Em 1857, no primeiro governo do Duque de Loulé, voltou a assumir a pasta da Fazenda.
Por Alvará de Mercê Nova de D. Pedro V de Portugal de 9 de Outubro de 1860, concederam-se a António José de Ávila as seguintes Armas de Ávila: esquartelado, o 1.º e o 4.º de ouro, com uma águia estendida de negro, o 2.º e o 3.º de prata, com três faixas de vermelho, acompanhadas de quatro olhos sombreados de azul, alinhados em banda; timbre: a águia do escudo. Coroas: posteriormente de Conde, de Marquês e de Duque. Antes dessa Mercê, usava um escudo partido: a 1.ª de Ávila e a 2.ª da Costa; timbre: de Ávila.
Quando, em 4 de janeiro de 1868, se deu a Janeirinha, que pôs termo ao governo de coligação a que presida Joaquim António de Aguiar, Ávila foi chamado a exercer as funções de presidente do Conselho.
Enquanto chefe de governo, Ávila revogou o imposto que causara a impopularidade e queda do governo anterior, mas tal agravou as dificuldades financeiras do Estado, pelo que acabaria por cair em 22 de julho do mesmo ano.
Voltaria ainda a ser ministro das Finanças, e de novo presidente do Conselho entre 29 de outubro de 1870 e 13 de setembro de 1871, altura em que foi substituído por Fontes Pereira de Melo. Foi então designado para presidir à Câmara dos Pares, em substituição do Duque de Loulé.
Em 1877, devido ao descontentamento popular, o governo Fontes caiu, e Ávila foi de novo chamado a formar governo, o qual durou dez meses, até Fontes voltar ao Poder.
No ano seguinte, foi nobilitado com o título de 1.º duque de Ávila e Bolama em recompensa pelos serviços prestados, especialmente pelo sucesso na negociações por ele encetadas que permitiram resolver a Questão de Bolama, um conflito diplomático entre Portugal e o Reino Unido sobre a posse da ilha de Bolama e territórios adjacentes, na então Guiné Portuguesa.
Faleceu pelas 21 horas e meia do dia 3 de maio de 1881 no primeiro andar da casa Nº 20, da Rua do Duque de Bragança, freguesia dos Mártires (Lisboa), tinha 74 anos. Não deixou filhos. O funeral realizou-se dia 5. A urna saiu da Basílica dos Mártires pelas 14 horas até chegar ao Cemitério dos Prazeres pelas 16, onde foi sepultado no jazigo nº 1870.
Encontravam-se no funeral Fontes e Sampaio, o Duque de Palmela, o Marquês de Ficalho e o Duque de Loulé, seguido por cerca de 500 carruagens, com mais de um milhar de pessoas, que incluíam representantes dos órgãos do Estado, da família real, associações e muitas classes da sociedade. Um criado da Casa Real foi fornecido para conduzir a carruagem funerária, seguido de uma carruagem com o vigário paroquial da Basílica dos Mártires e doze sacerdotes. Este transporte também foi seguido pelo sobrinho António José de Ávila, e outra carruagem com a coroa Ducal sobre uma almofada de veludo preto, seguido pelo Regimento de Cavalaria n.º 4 e banda.

## Galeria

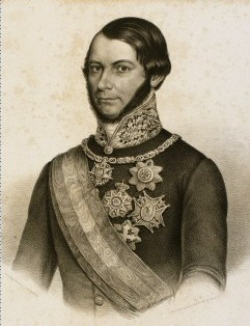
António José de Ávila, em gravura de 1850.
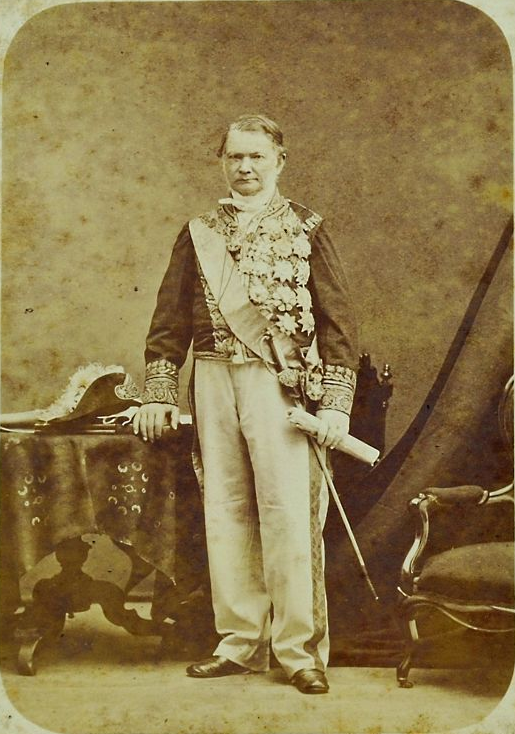
O Duque de Ávila e Bolama (fotografia).
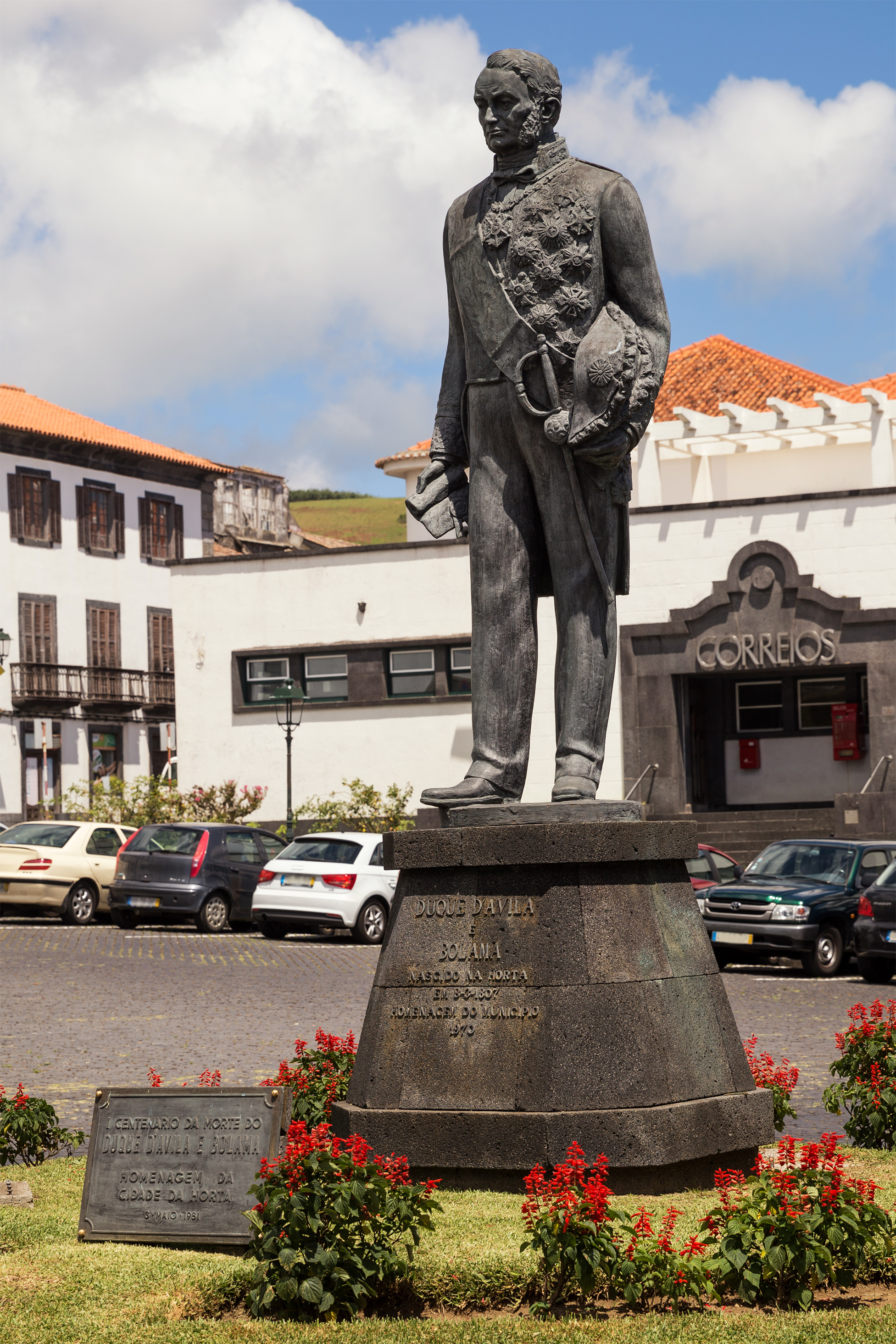
Monumento em homenagem ao duque de Ávila e Bolama na cidade da Horta.
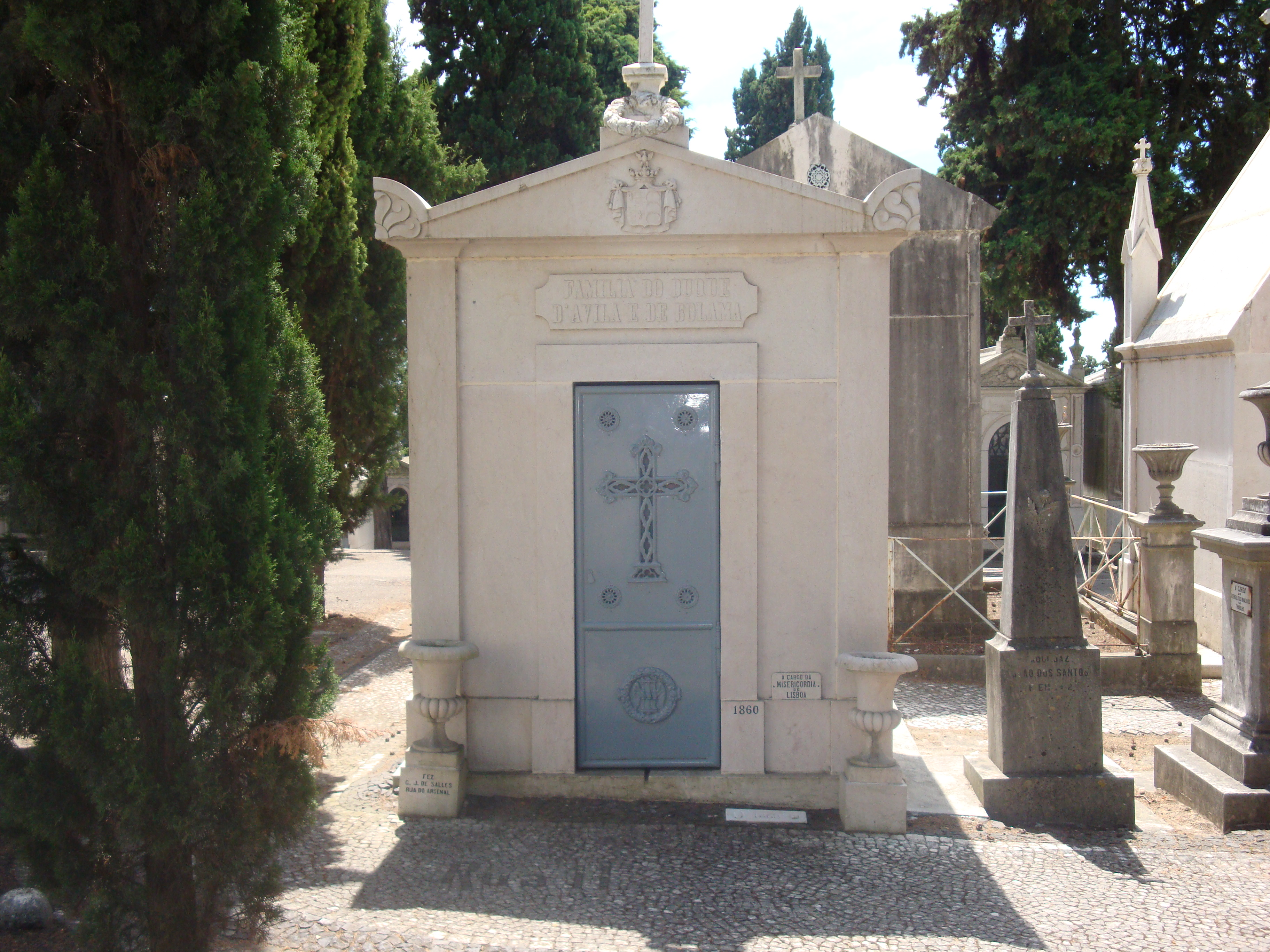
Jazigo de família do Duque d'Ávila e Bolama no Cemitério dos Prazeres, Lisboa.